# Narcondam
Narcondam of Narcondum is een klein vulkanisch eiland in de Andamanzee. Het behoort tot de Indiase eilandengroep de Andamanen. Het eiland is de enige plaats waar de bedreigde Narcondamjaarvogel voorkomt.